# Ithomisa umbrata
Ithomisa umbrata is een vlinder uit de familie nachtpauwogen (Saturniidae), onderfamilie Hemileucinae.
De wetenschappelijke naam van de soort is voor het eerst geldig gepubliceerd door Oiticica Filho in 1958.